# Hugo Möhl
Hugo Möhl (*  30. Juni 1893 in Düsseldorf; † 23. Februar 1974 in Wittlich) war ein deutscher Kunstmaler.

## Leben und Ausbildung
Hugo Möhl entschied sich zunächst für ein Architekturstudium an der Königlich Preußischen Baugewerkeschule für Elberfeld-Barmen (heute Wuppertal) und besuchte anschließend die Kunstgewerbeschulen in Düsseldorf und Frankfurt, bevor er sein Kunststudium an der Staatlichen Hochschule für Bildende Kunst in Berlin (heute Universität der Künste Berlin) fortsetzte. Er unternahm zahlreiche Studienreisen unter anderem in die Niederlande, nach Belgien, Italien und Frankreich und produzierte „repräsentative Stadtbilder“ etwa von Berlin, Dresden und Salzburg, die ein Kunstverlag in München kaufte.

## Als Künstler
Nach dem Krieg kehrte Möhl 1951 zunächst nach Düsseldorf zurück, zog dann nach Üxheim, eine Ortsgemeinde im Landkreis Vulkaneifel in Rheinland-Pfalz, und wohnte später in Wittlich. Dort lebte er mit seiner zweiten Ehefrau Annemarie.
Hugo Möhl war ein sehr produktiver Maler und hinterließ nicht nur hunderte von Zeichnungen, sondern auch zahlreiche Ölbilder. Er beteiligte sich an Kunstausstellungen und verkaufte Bilder an Ministerien, Privatgalerien und ausländische Sammler. Zumeist handelte es sich hierbei um Ansichten aus der Eifel, wie unter anderem von: Berndorf, Gerolstein, Hetzerath, Münstereifel, Prüm und Üxheim. Es entstanden  aber auch viele Bilder von der Mosel, so unter anderem aus: Enkirch, Neumagen, Schweich, Trittenheim und Zell. Hinzu kamen noch Bilder aus Düsseldorf, Köln, Trier, Würzburg, München, aber auch aus dem Ausland wie Tallinn, Rom und Venedig.
Möhl entwickelte eine stilistische und künstlerische Vielfalt und malte sowohl realistische als auch abstrakte Bilder, wie beispielsweise in kubistischer Art.

## Werke

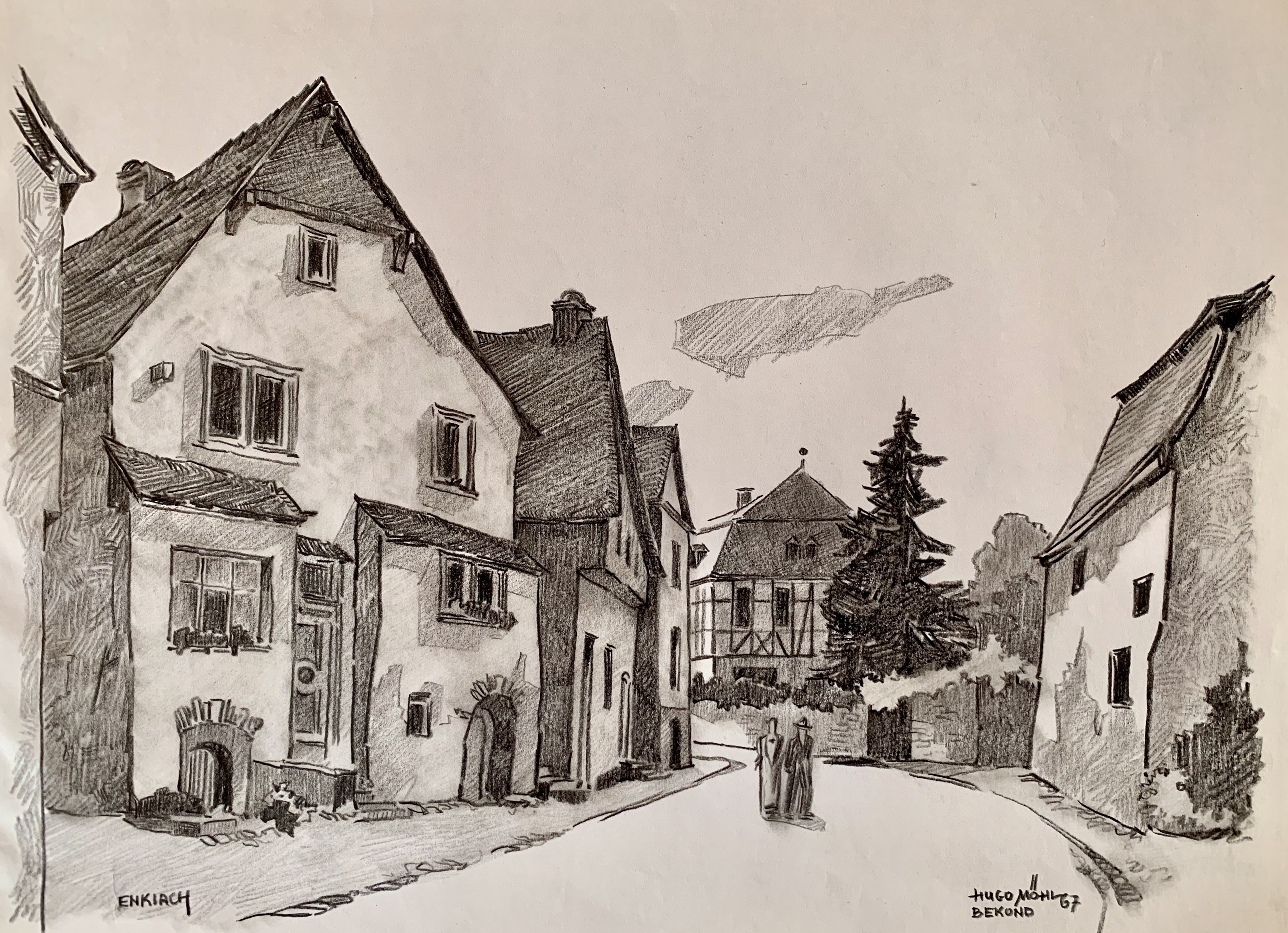
Zeichnung von Hugo Möhl, 1967, Enkirch Oberdorf
Zeichnung von Hugo Möhl, 1950, Berlin Marshall-Haus, Messegelände
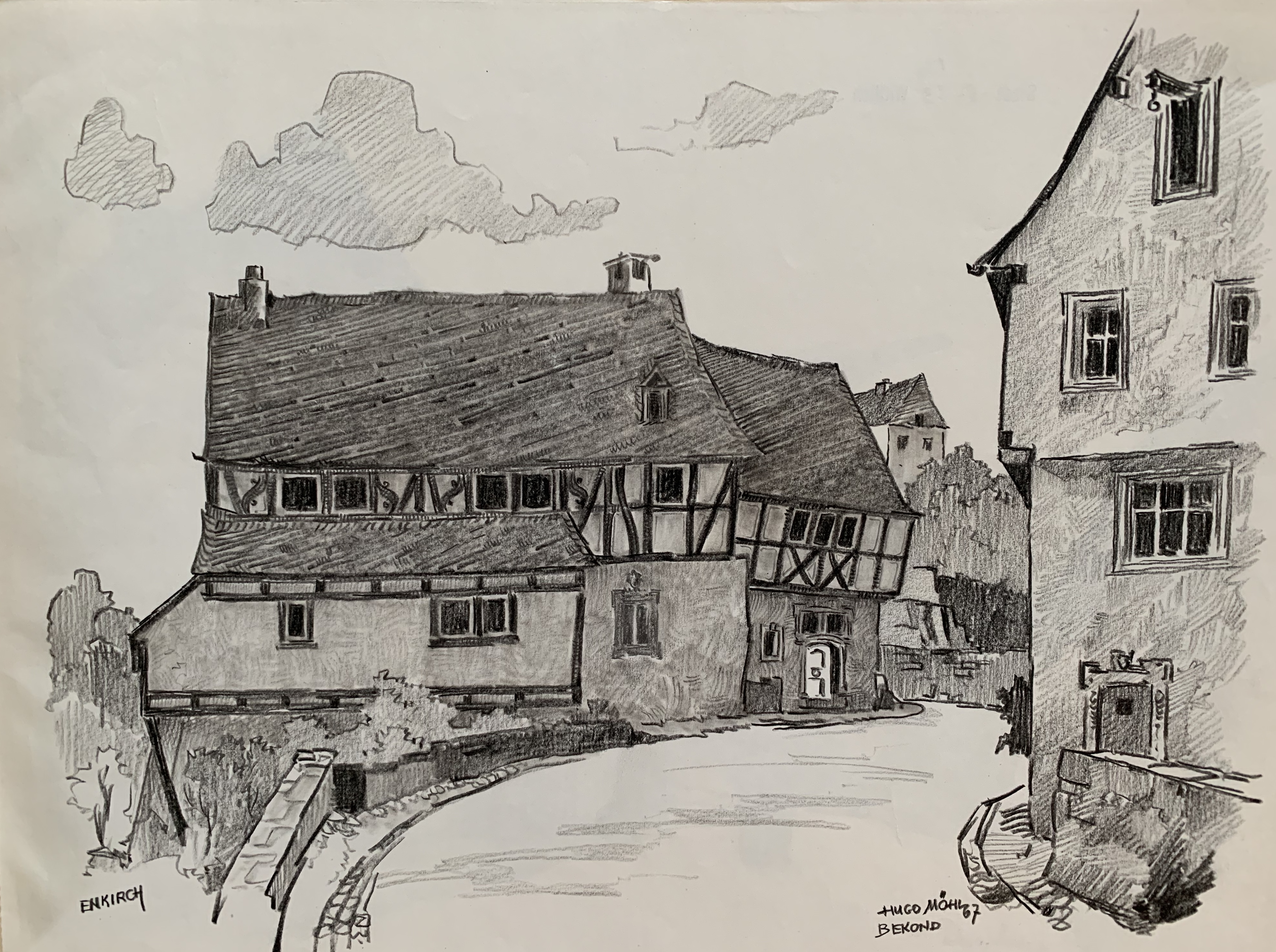
Hugo Möhl, Zeichnung von 1967, historisches Fachwerkhaus an der „Viehpforte“

## Rentenvertrag mit der Stadt Wittlich
Mit der Stadt Wittlich schloss Möhl 1973 einen Rentenvertrag, um seinen Lebensabend und auch den seiner jüngeren Ehefrau abzusichern. Im Gegenzug vermachte er der Stadt seine umfangreiche Gemäldesammlung und weitere persönliche Gegenstände. Er und seine Ehefrau erhielten dafür freies Wohnen und eine Rente, zu deren Höhe sich die Stadt nicht äußerte. Möhl starb am 23. Februar 1974, seine Frau zwölf Jahre später.
40 Jahre nach dem Tod von Hugo Möhl ließ die Stadt Wittlich im Jahre 2014 einen Teil der Sammlung versteigern, die in Depots im Stadthaus und in der Alten Synagoge untergebracht war. Vom 15. bis zum 20. März 2019 führte das Kulturamt der Stadt Wittlich eine weitere große Auktion mit über 800 Positionen aus dem Nachlass von Möhl wie Möbel, Gemälde und Zeichnungen von Hugo Möhl, Porzellan, Gläser und Schmuck in der Kultur- und Tagungsstätte Synagoge Wittlich durch.